# Radmer
Radmer là một đô thị thuộc huyện Leoben bang Steiermark, nước Áo. Đô thị Radmer có diện tích 82,42 km², dân số thời điểm cuối năm 2021 là 511 người.